# Aetius decollatus
Aetius decollatus is een spinnensoort uit de familie van de loopspinnen (Corinnidae).
De wetenschappelijke naam van de soort werd in 1897 gepubliceerd door Octavius Pickard-Cambridge.

De soort komt voor in India en Sri Lanka.